# Joseph Beuys

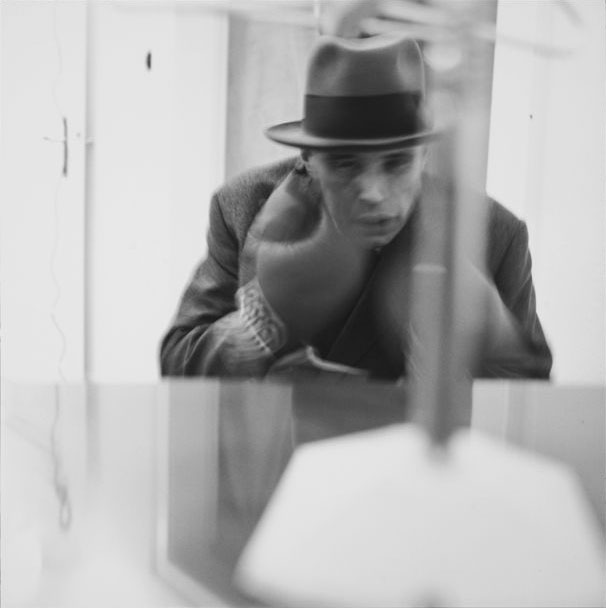
Lothar Wolleh: Beuys performuje v TV

Joseph Heinrich Beuys (12. května 1921, Krefeld – 23. ledna 1986, Düsseldorf) byl německý performer, sochař, malíř, estetik, filozof a teoretik umění, pedagog Kunstakademie Düsseldorf.
V České republice se proslavil tím, že Milan Knížák zakoupil jeho dílo Auto do Národní galerie za 500 000 Euro.

## Mládí
Joseph Beuys se narodil v Krefeldu a původně se chtěl věnovat lékařské kariéře. V roce 1936 vstoupil do Hitlerjugend. Později, během válečného konfliktu se dobrovolně přihlásil do armády. Byl přidělen k Luftwaffe a vycvičen na pozici radiotelegrafista. Osudným se pro něj stal 16. březen 1944, kdy byl sestřelen se svojí Štukou nad Krymem a tamější kočovní Krymští Tataři se popáleného Beuyse ujali. Léčili jeho popáleniny tradiční metodou – plstí a tukem. Potřeli ho vrstvou tuku a zabalili do plsti. Tuto příhodu Beuys využil v mnohých svých dílech a instalacích. Plsť a tuk se staly jeho oblíbenými materiály. Setkání evropské a orientální či jiné kultury jeho hlavním motivem. Sám nosil plstěný klobouk. V několika interview tuto historku bagatelizoval, stala se však součástí jeho osobní mytologie. Podle některých historiků, dokumentů Wehrmachtu a názoru Beuysovy vdovy je to jen vymyšlený příběh, který se nestal.

## Studia
V letech 1946 až 1951 studoval Akademii umění v Düsseldorfu, po ukončení studia se věnoval kresbě, prožíval hluboké deprese, finanční krizi a traumata způsobená válečným nasazením ve Wehrmachtu. V roce 1962 se stal členem hnutí Fluxus a profesorem sochařství na Akademii umění v Düsseldorfu.

## Obsazení školy
V roce 1972 vstoupil do povědomí široké veřejnosti svou koncepcí, ve které upravil Komenského škola hrou na Beuysovo škola všem. Naléhal, aby do jeho studia – ateliéru sochařství byli přijati všichni zájemci o studium, rektor školy jej okamžitě propustil. Beuys se se studenty opevnil ve školní budově a došlo ke střetu s policií. Svůj koncept, že každý může být umělcem, shrnul do termínu: sociální socha, při jeho definici se opíral o dílo Rudolfa Steinera, zakladatele waldorfské školy. Sociální socha: „pouze umění má sílu vytvořit sociální organismus, tak jako se přistupuje k realizaci uměleckého díla, proto každý jedinec bude umělcem a úplné umění bude sociální zákon budoucnosti...“

## Dílo
Jeho práce se nese v lehce provokativním duchu, jsou to instalace, happeningy a prostředí – environments, v některých zemích byly jeho výstavy zpočátku přijaty s neporozuměním či zakázány. Je ale také autorem asi 450 grafik a různých plakátů, vytvořil celou řadu kreseb. Někdy je mu připisována nálepka šamana.
Různé performance:
- Jak vysvětlíme obrazy mrtvému zajíci 1965

Ve Schmelově galerii v Düsseldorfu publikum sleduje přes sklo Josepha Beuyse. Ten s hlavou potřenou medem a pokrytou plátkovým zlatem vysvětluje cosi zastřelenému zajíci, kterého si položil na klín. Volba materiálu není náhodná. Med má být symbolem tepla a bratrství, zatímco zlato jako kov a materiál alchymistů, symbolizovalo maskulinní rozumářský princip.
- EURASIA v roce 1965

Roku 1961 byla postavena Berlínská zeď. Beuyse se to bolestně dotýká. Vidí v tom symbol oddělení západního racionálního a východního intuitivního člověka. Zkusí najít ztracenou rovnováhu tím, že si zopakuje zážitek z mládí. Roku 1964 stráví devět hodin v Blockově galerii v Západním Berlíně zavinutý do plstěné deky, jejíž konce „střeží“ dva mrtví zajíci.
- Celtic Scottish Symphony v roce 1970

- I Like America and America Likes Me v roce 1974

V roce 1974 uskutečnil jednu ze svých nejslavnějších akcí. Odlétá do New Yorku. Přesouvá se bez zastávky do galerie Reného Blocka. Zde po tři dny zavinutý v plášti z plsti, jak jinak, a s chodeckou holí, Beuys tráví svůj čas jen v přítomnosti hromady slámy a živého kojota. Kojotovi, který je uznáván za novodobý pan-indiánský symbol, předčítá poezii, nebo ho naopak svým chováním napodobuje. Mottem bylo zrušení bariéry mezi posvátným indiánským zvířetem a bílým člověkem z industrializované civilizace. Nakonec Beuys shazuje svůj hábit a zařve, nastupuje do auta, odjíždí na letiště a odlétá do Evropy. To vše na znamení, že kromě indiánské kultury a tohoto kojota ho v Americe nic jiného nezajímá.

## Politika

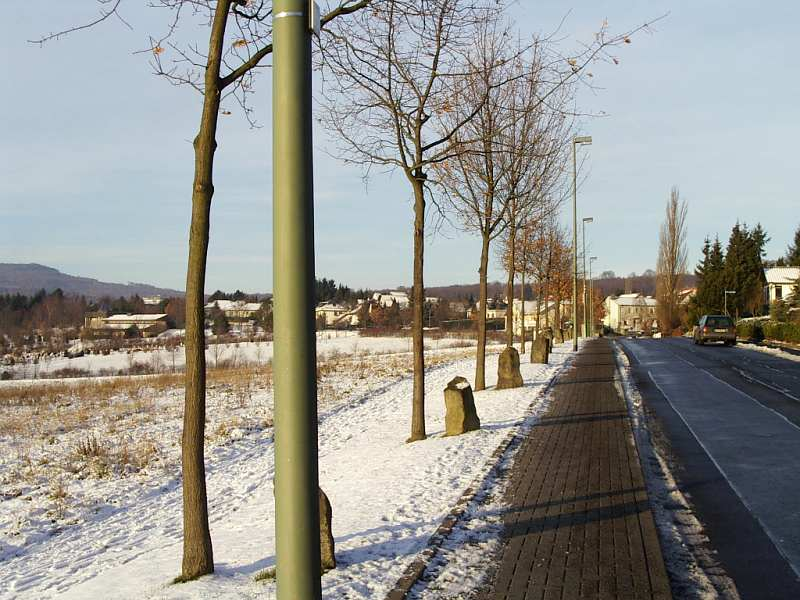
7000 dubů

V politice byl kandidátem za stranu zelených do Evropského parlamentu. V roce 1982 zasadil 7000 dubů v prostředí výstavních pavilonů v Kasselu v rámci výstavy Documenta 7. Park i duby v něm jsou stále označeny pamětní cedulkou.
Inspiroval také své antroposofické a umělecké kruhy požadavky za více přímé demokracie – např. jím spoluzaložený „Achberger Kreis“ („Achbergský kruh“), nebo „Organisation für direkte Demokratie durch Volksabstimmung“ („Organizace pro přímou demokracii prostřednictvím lidových hlasování“). Jeho akce byly jednou z inspirací k založení IDEE, pozdějšího hnutí Mehr Demokratie.

## Výstavy (výběr)
- 1964 documenta, Kassel, Německo
- 1972 documenta, Kassel
- 1976 Venice Biennale, Itálie
- 1979 Solomon R. Guggenheim Museum, New York, USA
- 1980 Rocca Paolina, Perugia, Itálie
- 1984 Seibu-Museum, Tokio, Japonsko
- 2005 Tate Modern, Londýn, Velká Británie 'Joseph Beuys: Actions, Vitrines, Environments'[4]
- 2006 Museum kunst palast, Düsseldorf; Kunstmuseum Bonn; Museum Hamburger Bahnhof, Berlín
- 2006 The David Winton Bell Gallery, Brown University, Providence, USA, Another View of Joseph Beuys
- 2007 Zwirner & Wirth, New York City, USA[5]
- 2007 National Gallery of Victoria, Melbourne, Australia – Imagination, Inspiration, Intuition (Joseph Beuys & Rudolf Steiner)[6]
- 2008/2009 Hamburger Bahnhof – Museum für Gegenwart, Berlin, Germany – Beuys. We are the Revolution, Video at VernissageTV[7]
- 2008-2010 Museum of Modern Art – Focus on Joseph Beuys on Artbase. New York, U.S.[8]
- 2009 Beuys is Here, De La Warr Pavilion, Bexhill on Sea, East Sussex[9]
- 2010 Joseph Beuys – A Revolução Somos Nós ("Joseph Beuys – We are the revolution"), Sesc Pompéia, São Paulo, Brasil [10]
- 2013 Hamburger Bahnhof Museum, Berlín
- 2014 Ashmolean Museum, Oxford
- 2012-2015 Tate Modern, Londýn
- 2015 Mitchell-Innes & Nash, New York, ("Joseph Beuys – Multiples from Schlegollection")[11]
- 2016 (continuing through 2019) Joseph Beuys, Artists' Rooms, Tate Modern, London
- 2016 Joseph Beuys and Richard Demarco, Scottish National Gallery of Modern Art and Summerhall Arts Centre, July–October, Edinburgh ("Joseph Beuys & Richard Demarco – Beuys in Scotland") [12]
- 2016 Joseph Beuys in 1,000 items, curated by Robert McDowell (ex Beuys teaching assistant & FIU board member), July -October, Summerhall, Edinburgh
- 2018 Joseph Beuys: Utopia at the Stag Monuments, Galerie Thaddaeus Ropac London,April-June, ("Joseph Beuys: Utopia at the Stag Monuments")[13]
- 2019 Joseph Beuys & Leonardo Da Vinci in 1,000 items, curated by R.McDowell, Summerhall, Edinburgh ("Joseph Beuys – in 1,000 items")("Joseph Beuys / Leonardo da Vinci – in 1,000 items") [14]